# Cabo Domingo
Cabo Domingo är en udde i Argentina.   Den ligger i provinsen Eldslandet, i den södra delen av landet, 2 200 km söder om huvudstaden Buenos Aires.
Terrängen inåt land är platt. Havet är nära Cabo Domingo åt nordost. Närmaste större samhälle är Río Grande, 14,4 km sydost om Cabo Domingo. 
Runt Cabo Domingo är det mycket glesbefolkat, med 5 invånare per kvadratkilometer.